# Classe Swiftsure (couraçados)
A Classe Swiftsure foi uma classe de couraçados pré-dreadnought operada pela Marinha Real Britânica, composta pelo HMS Swiftsure e HMS Triumph. Suas construções começaram em 1902 nos estaleiros da Armstrong Whitworth e Vickers, foram lançados ao mar em 1903 e comissionados na frota britânica em 1904. Os navios foram originalmente encomendados pela Armada do Chile como a Classe Constitución para enfrentar novos cruzadores blindados da Armada Argentina. Entretanto, o Reino Unido mediou um acordo entre os dois países e os chilenos colocaram os navios à venda, sendo comprados pelos britânicos para que não fossem adquiridos pela Marinha Imperial Russa.
Os dois couraçados da Classe Swiftsure eram armados com uma bateria principal composta por quatro canhões de 254 milímetros montados em duas torres de artilharia duplas. Tinham um comprimento de fora a fora de quase 145 metros, boca de 21 metros, calado de oito metros e um deslocamento carregado de catorze mil toneladas. Seus sistemas de propulsão eram compostos por doze caldeiras a carvão que alimentavam dois motores de tripla-expansão, que por sua vez giravam duas hélices até uma velocidade máxima de dezenove nós (35 quilômetros por hora). Os navios também tinham um cinturão principal de blindagem que ficava entre 76 e 178 milímetros de espessura.
Os navios tiveram carreiras tranquilas em tempos de paz, servindo na Frotas Doméstica, Frota do Canal e Frota do Mediterrâneo até 1912. O Swiftsure foi enviado em 1913 para o Oceano Índico, já o Triumph no mesmo ano foi para o Sudeste Asiático. A Primeira Guerra Mundial começou em 1914 e o Triumph participou do Cerco de Tsingtao enquanto o Swiftsure escoltou comboios de tropas. Ambos foram transferidos em 1915 para dar suporte para a Campanha de Galípoli, onde o Triumph foi torpedeado e afundado por um submarino em maio de 1915. O Swiftsure depois disso escoltou comboios no Oceano Atlântico até ser descomissionado em 1917, sendo desmontado em 1920.